# جاذبه‌های گردشگری استان فارس بر پایه شهرستان
بر طبق آخرین تقسیمات کشوری اردیبهشت سال ۱۳۹۰ خورشیدی، استان فارس دارای ۲۹ شهرستان است. شهرستان‌های آباده، ارسنجان، استهبان، اقلید، بوانات، پاسارگاد، جهرم، خرامه، خرم‌بید، خنج، داراب، رستم، زرین‌دشت، سپیدان، سروستان، شیراز، فراشبند، فسا، فیروزآباد، قیر و کارزین، کازرون، کوار، گراش، لارستان، لامرد، مرودشت، ممسنی، مهر، نی‌ریز شهرستان‌های این استان هستند.

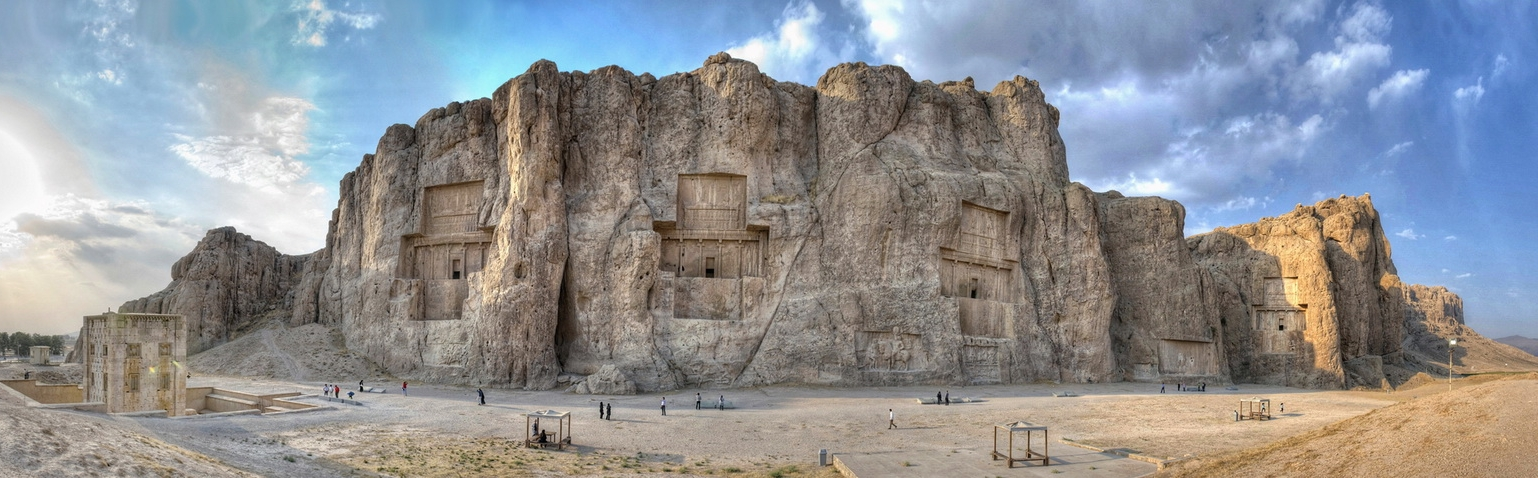
سراسر نمای (نقش رستم) در بخشی از دیواره حسین‌کوه در شهرستان مرودشت. از راست به چپ: آرامگاه‌های خشایارشا، داریوش بزرگ، اردشیر یکم و داریوش دوم.

## آباده
برای اطلاع از بناهای تاریخی ثبت شده در فهرست میراث فرهنگی به رده:بناهای تاریخی شهرستان آباده مراجعه نمایید.

## ارسنجان
برای اطلاع از بناهای تاریخی ثبت شده در فهرست میراث فرهنگی به رده:بناهای تاریخی شهرستان ارسنجان مراجعه نمایید.

## استهبان
برای اطلاع از بناهای تاریخی ثبت شده در فهرست میراث فرهنگی به رده:بناهای تاریخی شهرستان استهبان مراجعه نمایید.
- چشمه قهری
- آبشار استهبان
- خانه تاریخی مقدس‌
- پارک جنگلی استهبان
- گردشگاه آتشکده
- آرامگاه شیخ علی نقی اصطهباناتی
- آب‌چک
- یخچال (مَحرِیم) محمد رحیم
- قلعه دختر استهبان
- کافه الماس شهر
- سر آسیاب
- مسجد سنگی (ایج)
- آبشار مصنوعی
- باغ جوزا
- استخر بخو

استهبان بزرگترین باغ انجیر در جهان

## اقلید
برای اطلاع از بناهای تاریخی ثبت شده در فهرست میراث فرهنگی به رده:بناهای تاریخی شهرستان اقلید مراجعه نمایید.
- باتلاق گور بهرام
- تنگ براق
- حوضچه دختر گبر
- چشمه رسول‌الله
- منطقه شکارممنوع بصیران
- پارک انقلاب
- باغ ضرغامی[۱]

## بوانات
برای اطلاع از بناهای تاریخی ثبت شده در فهرست میراث فرهنگی به رده:بناهای تاریخی شهرستان بوانات مراجعه نمایید.
- منطقه شکارممنوع توت‌سیاه

## پاسارگاد

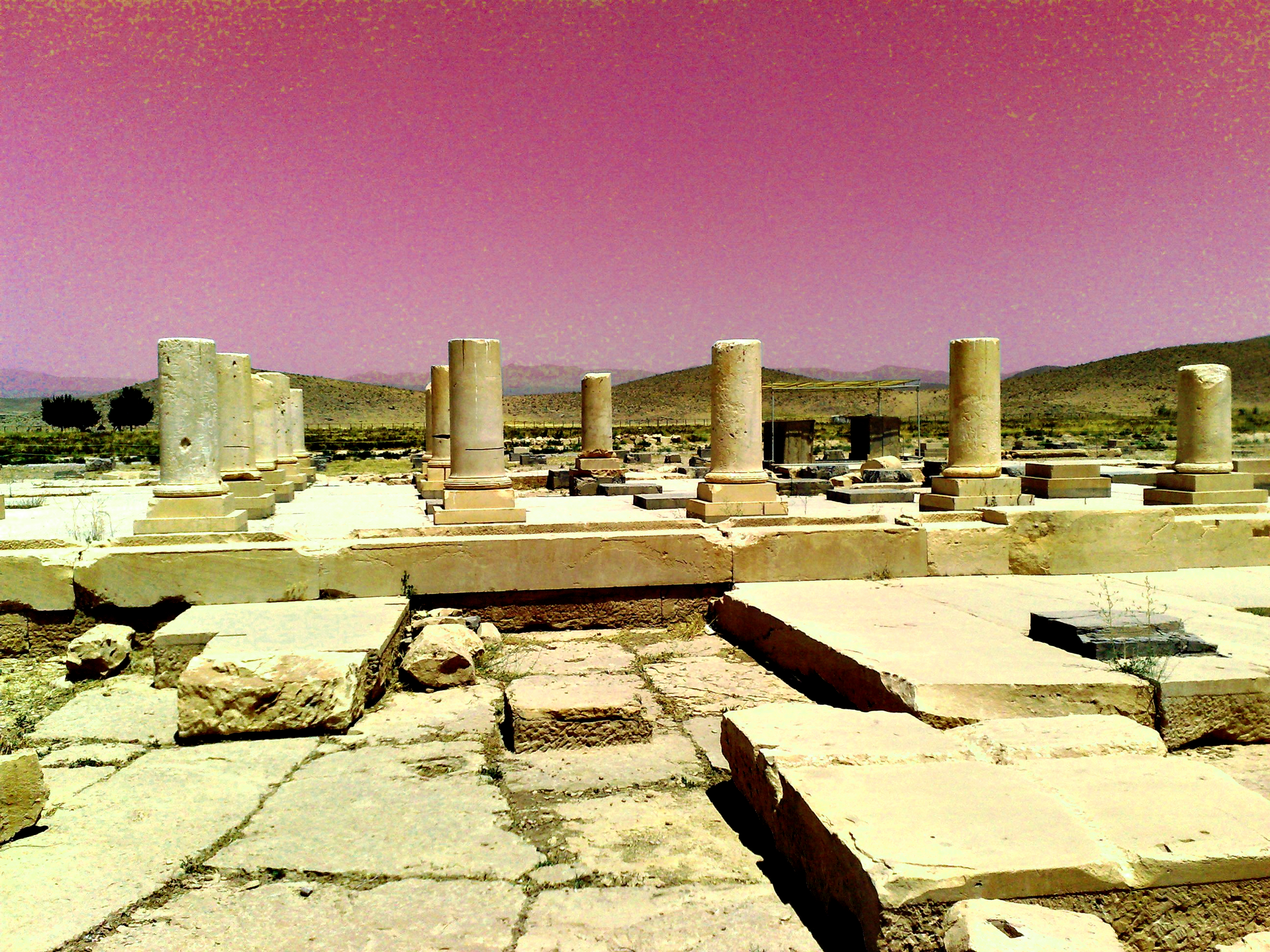
پاسارگاد

برای اطلاع از بناهای تاریخی ثبت شده در فهرست میراث فرهنگی به رده:بناهای تاریخی شهرستان پاسارگاد مراجعه نمایید.
- پاسارگاد

## جهرم

غار سنگتراشان جهرم

برای اطلاع از بناهای تاریخی ثبت شده در فهرست میراث فرهنگی به رده:بناهای تاریخی شهرستان جهرم مراجعه نمایید.
- قدمگاه کوروش
- آتشکده جهرم
- غار سنگتراشان جهرم
- بازار جهرم
- مسجد جامع جهرم
- امامزاده فضل بن موسی بن جعفر
- باغات وچشمه سارهای خاوران
- امامزاده محمد خاوران
- چشمه شیخ احمدی و منطقه نمونه گردشگری خاوران
- جنگل «شدید» خاوران

## خرم‌بید
برای اطلاع از بناهای تاریخی ثبت شده در فهرست میراث فرهنگی به رده:بناهای تاریخی شهرستان خرم بید مراجعه نمایید.

## خنج
برای اطلاع از بناهای تاریخی ثبت شده در فهرست میراث فرهنگی به رده:بناهای تاریخی خنج مراجعه نمایید.
- مسجد جامع خنج
- دریاچه ی فصلی کفه‌ خنج
- منار شیخ دانیال
- آتشکده ی محلچه
- کوه شاهنشین‌
- سد دل

## داراب
برای اطلاع از بناهای تاریخی ثبت شده در فهرست میراث فرهنگی به رده:بناهای تاریخی شهرستان داراب مراجعه نمایید.
- آتشکده آذرخش
- بازار داراب
- مسجد جامع داراب
- نقش شاپور
- شهر باستانی دارابگرد
- کاروانسرای داراب

## رستم
شهرستان رستم دارای اثرمتعددتاریخی وگردشگری می‌باشد ازجمله اثارتاریخی نقش برجسته ایلامی کورنگون. گوردخمه داوودختر. شهرخفرک. جاده سنگفرشی مراسخون. و… ازجمله اثارگردشگری تالاب سراسیاب رستم. ابشارپایتوف. طبیعت رودخانه تنگ شیو. گودانجبیر. چشمه انجیری مراسخون. نرگس زارهای خنگ طاهری. کوه سیاه. است.

## سپیدان

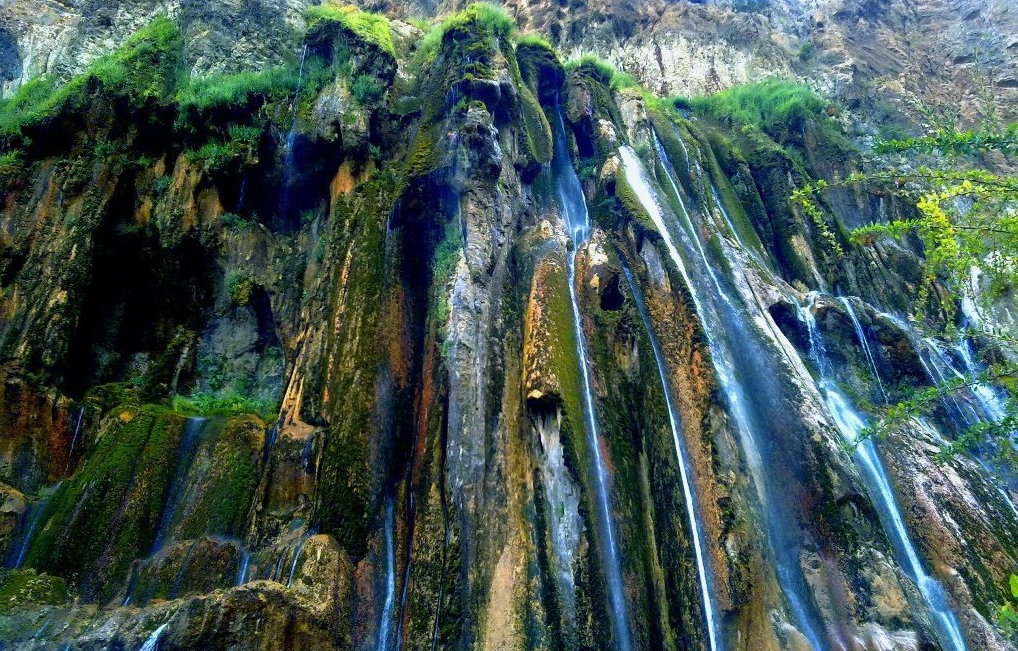
آبشار مارگون

برای اطلاع از بناهای تاریخی ثبت شده در فهرست میراث فرهنگی به رده:بناهای تاریخی شهرستان سپیدان مراجعه نمایید.
- آبشار مارگون
- تنگ تیزاب
- چله گاه
- پیست اسکی پولادکف
- پیست اسکی تربیت‌بدنی فارس
- مسجد جامع اردکان فارس
- مسجد ولی عصر اردکان فارس

## سروستان

کاخ ساسانی سروستان

برای اطلاع از بناهای تاریخی ثبت شده در فهرست میراث فرهنگی به رده:بناهای تاریخی سروستان مراجعه نمایید.
- دریاچهٔ مهارلو
- منطقه حفاظت‌شده میان‌جنگل
- کاخ ساسانی سروستان
- قلعه انگشت گبری

## شیراز
برای اطلاع از بناهای تاریخی ثبت شده در فهرست میراث فرهنگی به رده:بناهای تاریخی شهرستان شیراز مراجعه نمایید.

شاهچراغ در شیراز

نمای شرقی ارگ کریمخان زند

سرای مشیر

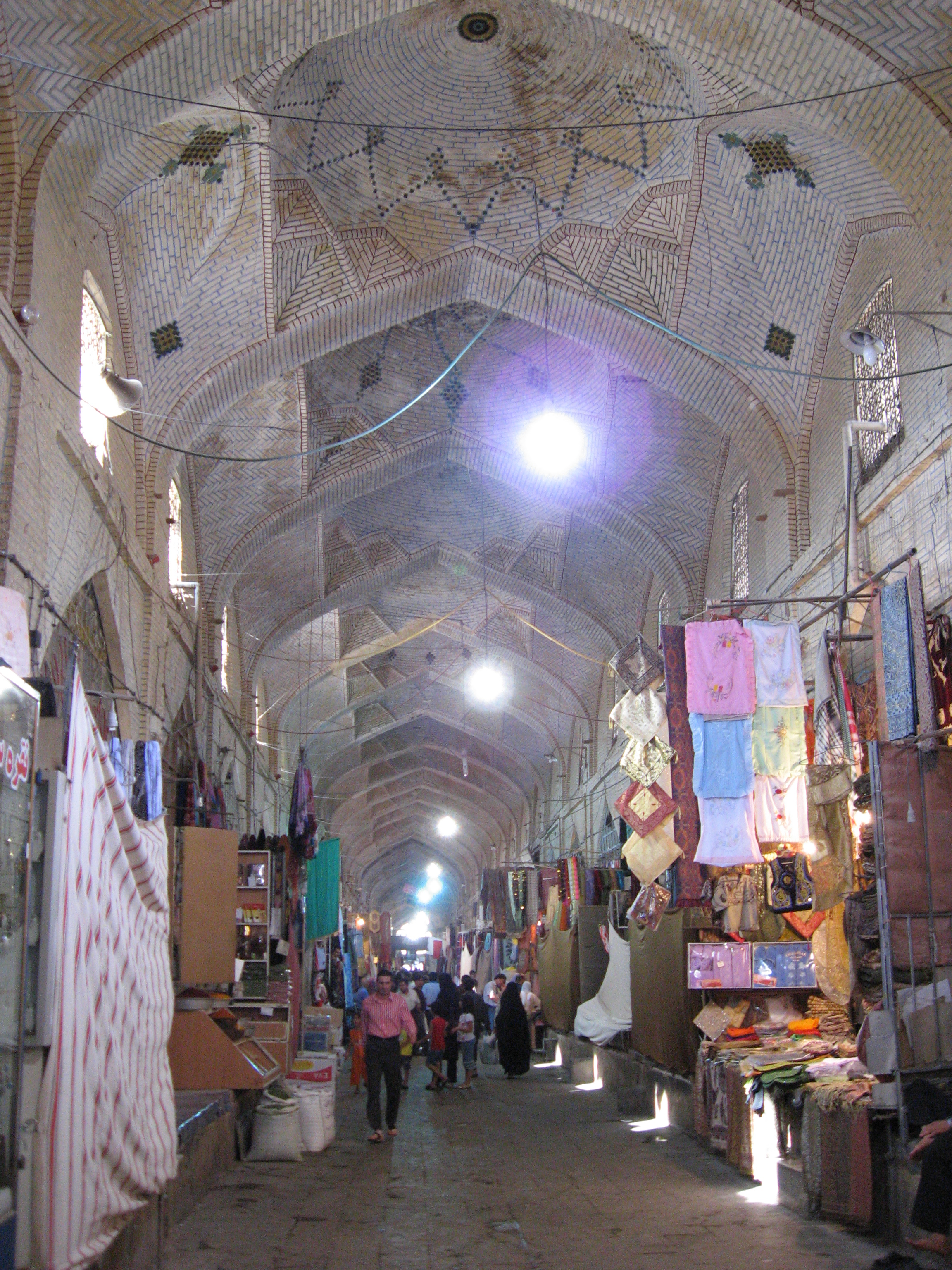
بازار وکیل

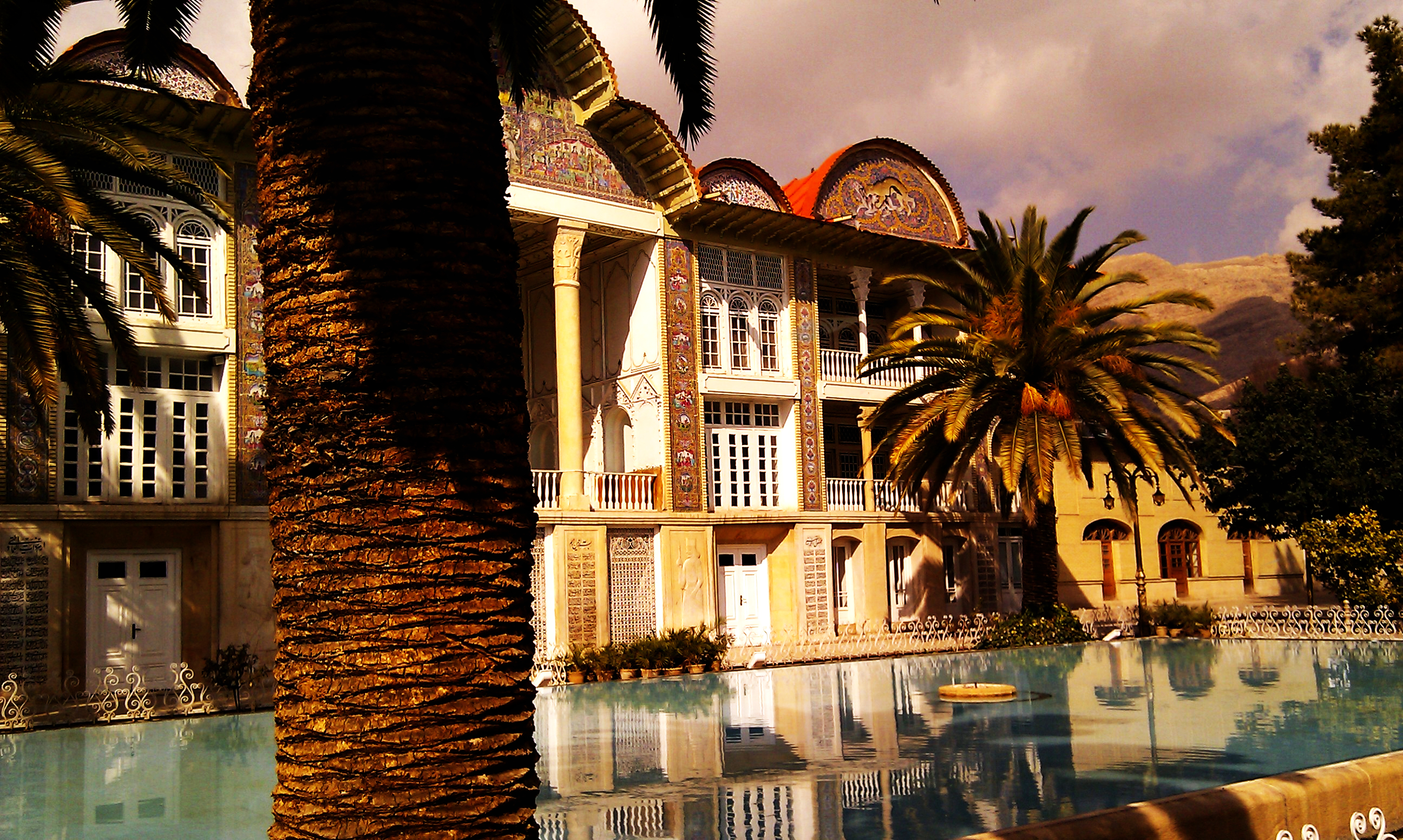
باغ ارم

- شاهچراغ
- آرامگاه علی بن حمزه
- پیربناب
- چشمهٔ جوشک
- چشمهٔ خارگان
- چشمهٔ ریچی
- دریاچهٔ دشت ارژن
- پارک قلعه‌بندر
- باغ دلگشا
- باغ نظر
- نارنجستان قوام
- گردشگاه میان‌کتل شیراز
- گردشگاه چاه‌مسکی
- پارک ملی بمو
- گردشگاه چشمه سلمانی
- گردشگاه هفت‌برم
- کوه سبزپوشان
- برم‌دلک
- روستای قلات
- گردشگاه چاه‌مسکی
- آرامگاه حافظ
- آرامگاه سعدی
- دروازه قرآن
- ارگ کریم‌خان
- حمام وکیل
- مسجد وکیل
- سرای مشیر
- مسجد نصیرالملک
- موزه پارس
- بازار وکیل
- بازار مسگرها
- بازار مشیر
- خانه زینت الملوک
- موزه تاریخ طبیعی دانشگاه شیراز
- باغ هفت‌تن (موزه سنگ‌های تاریخی)
- باغ ارم
- باغ تخت
- باغ چهل‌تن
- باغ دلگشا
- باغ عفیف‌آباد
- باغ نارنجستان قوام
- خانه صالحی
- چاه مرتاض علی
- کلیسای شمعون غیور
- مدرسه خان
- اشکفت بلند
- باغ جهان‌نما
- مسجد عتیق

## فراشبند
برای اطلاع از بناهای تاریخی ثبت شده در فهرست میراث فرهنگی به رده:بناهای تاریخی شهرستان فراشبند مراجعه نمایید.

## فسا
برای اطلاع از بناهای تاریخی ثبت شده در فهرست میراث فرهنگی به رده:بناهای تاریخی شهرستان فسا مراجعه نمایید.
- مسجد جامع فسا
- آستان شاهزاده قاسم
- منطقه حفاظت‌شده میان‌جنگل
- خرمن کوه
- بازار فسا
- باغ تفریحی شهرداری
- تپه شهدای فسا
- امامزاده حسن فسا
- تل ضحاک که از آثار ما قبل اسلام است و ویرانه‌های شهر باستانی فسا در روستای خیرآباد است که از عهد پیشدادیان به جا مانده و این شهر تا قرن هفتم آباد بوده‌است که آثار باستانی زیادی بر اثر کاوش در اطراف آن بدست آمده و در موزه‌های کشور نگهداری می‌شود.قلعه آشپزخانه ضحاک مربوط به دوره اشکانیان - دوره ساسانیان در نزدیکی تل ضحاکآثار شهری مربوط به دوران ساسانیان در حوالی روستای تنگ کرم واقع در ۱۵ کیلومتری شهر فسا به نام شهر ازبرا، مص و.. وجود داشته که آثار و بقایایی از آن باقی است.تل نعلکی واقع در جنب روستای جلیان از بخش نوبندگان که قبور ماقبل تاریخ بوده و از لحاظ مهرپرستی بررسی و اهمیت است.آتشکده ساسانی که عوام آن را سنگ قنبر (سنگ سلمان) می‌نامیدند به طول ۲ متر و عرض ۰٫۵ متر که خطوط گران‌بهایی روی آن حک شده و برخی آن را مربوط به دروازه شهر فسا در زمان ساسانیان بوده‌است.

## فیروزآباد
برای اطلاع از بناهای تاریخی ثبت شده در فهرست میراث فرهنگی به رده:بناهای تاریخی شهرستان فیروزآباد مراجعه نمایید.

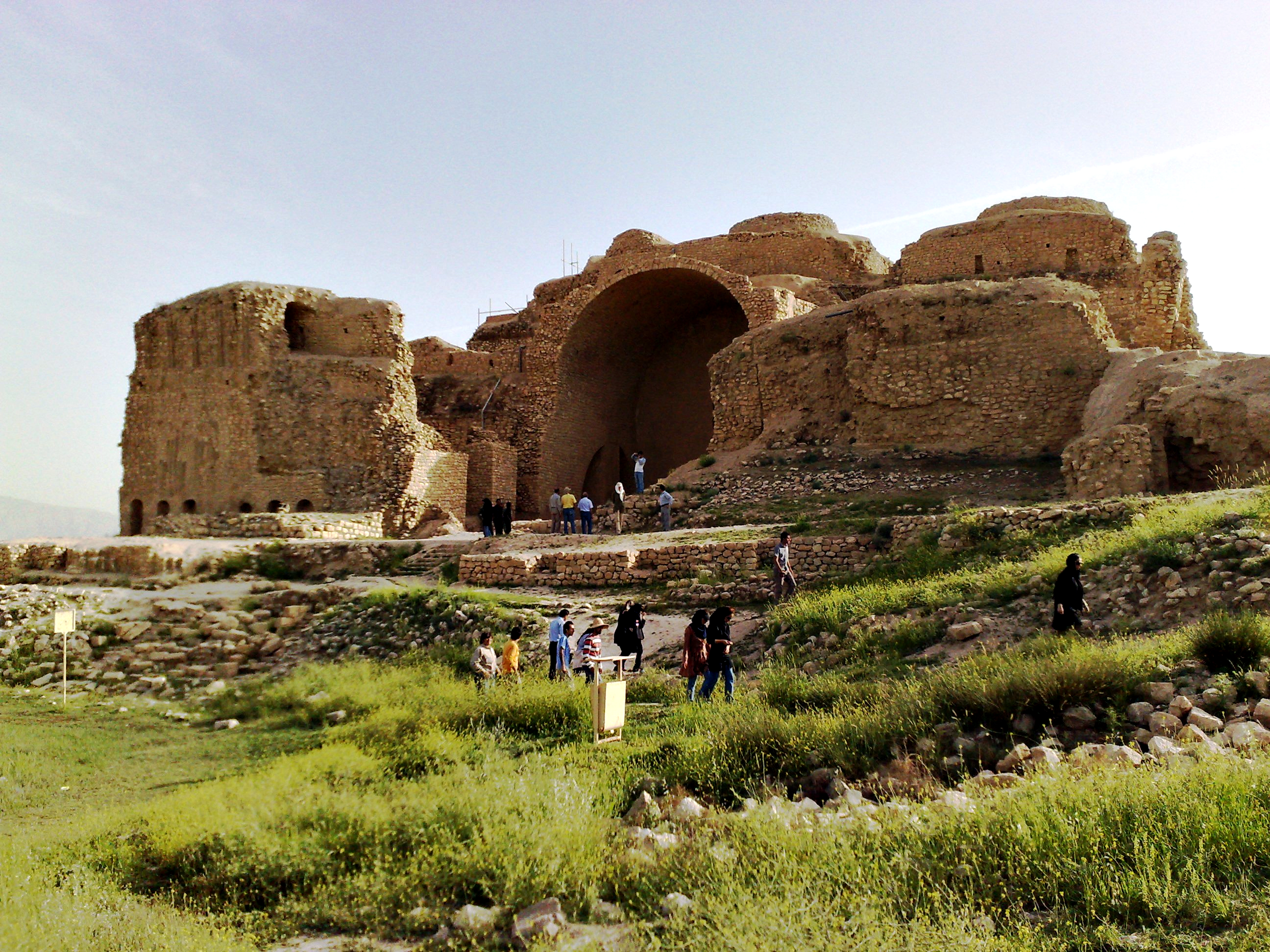
کاخ اردشیر بابکان

- كاخ اردشير بابكان
- سنگ نگاره هاي اردشير بابكان
- جاده ساسانی
- قلعه دختر فیروزآباد
- تنگه هايقر گرند كانيون ايران
- آبشار خرقه
- امامزاده داود
- امامزاده پيرغيب
- چهل چشمه
- سیاه چاله برز
- جنگل بادام امامزاده

### میمند
- گلستانهای محمدی میمند
- مسجد جامع میمند
- امامزاده اسماعیل میمند

## قیر و کارزین
- قلعه گبری
- قلعه پریان
- سرآسیاب
- سد سلمان فارسی
- منطقه خوشآب
- منطقه هفت آسیاب
- قیر کهنه
- نقش سرباز پارتی بر روی سنگ
- جنگل آبسکویه
- امام زاده سید تاجدین محمد
- حمام کارزین
- تنگ کارزین
- رود مند

## کازرون
برای اطلاع از بناهای تاریخی ثبت شده در فهرست میراث فرهنگی به رده:بناهای تاریخی شهرستان کازرون مراجعه نمایید.
- آبشار کوهمره سرخی
- رودخانهٔ قره‌آغاج

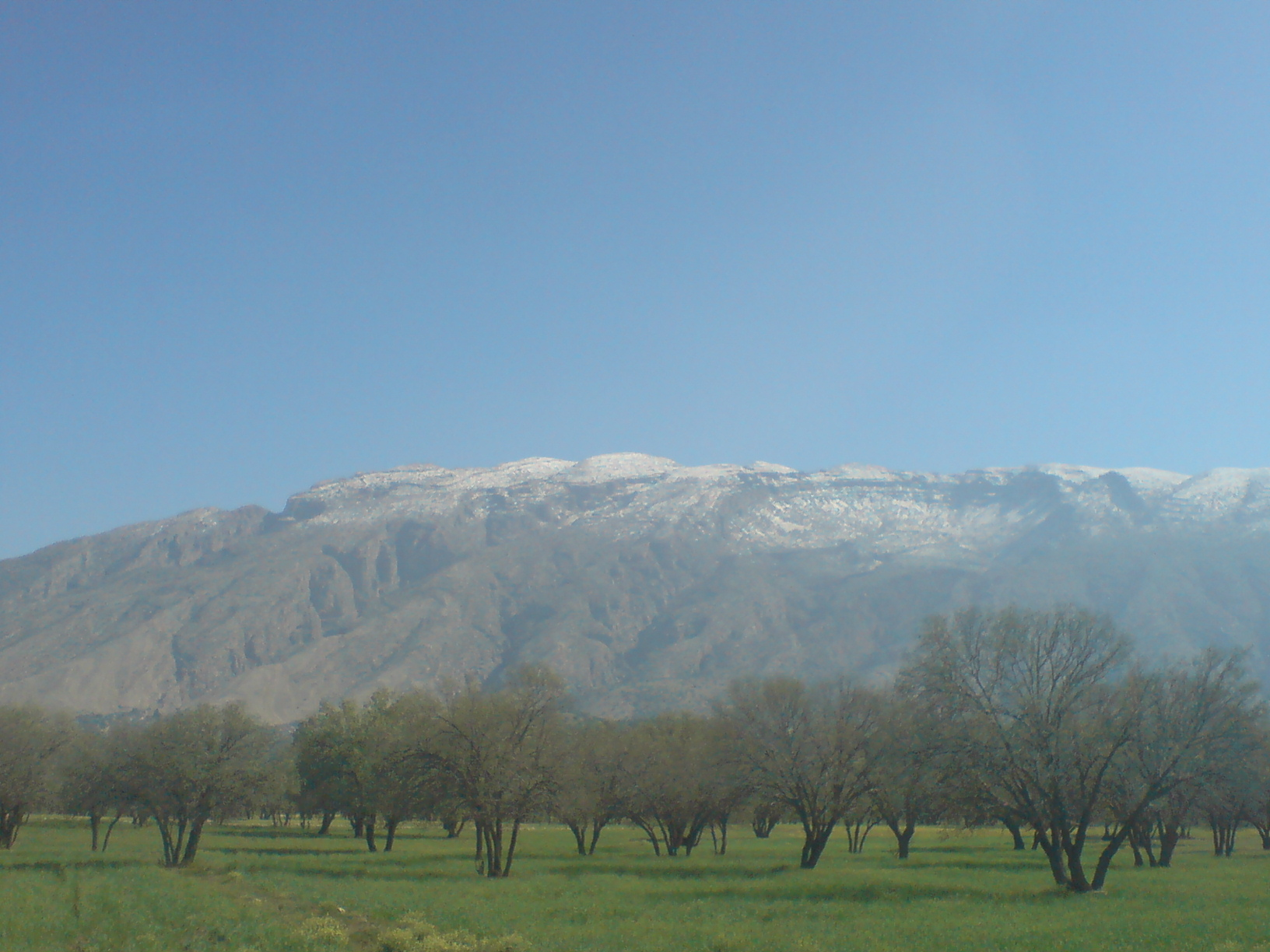
دشت برم در کازرون در بهار

- پارک جنگلی امامزاده سید حسین کازرون
- دریاچه ارژن
- دریاچه پریشان
- دشت ارژن
- دشت برم
- آتشکده کازرون
- بیشاپور
- آرامگاه علامه دوانی کازرونی
- آرامگاه ناصر دیوان کازرونی
- بیشاپور
- بازار کازرون

## کوار
- بند بهمن

## گراش
- مجموعه هفت برکه
- برکه کل گراش

## لارستان
برای اطلاع از بناهای تاریخی ثبت شده در فهرست میراث فرهنگی به رده:بناهای تاریخی شهرستان لارستان مراجعه نمایید.]
- دریاچه کفه خنج
- منطقه حفاظت‌شده هرمود لارستان
- قلعه اژدهاپیکر
- بازار قیصریه لار
- حمام نشاط لار
- برج ننه نادر
- قلعه همایون دژ گراش
- آتشکده کاریان
- قلعه پرویزه اوز
- سد وتنگه عنوه اوز

### جویم
- مسجد جامع جویم

## لامرد
برای اطلاع از بناهای تاریخی ثبت شده در فهرست میراث فرهنگی به رده:بناهای تاریخی شهرستان لامرد مراجعه نمایید.
- منطقه حفاظت‌شده کوه هوا و تنگ خور
- امامزاده شاه فرج‌الله
- مجموعه علی خانی اشکنان
- بازار ده‌شیخ
- تنگ باستانی ترمان

## مرودشت

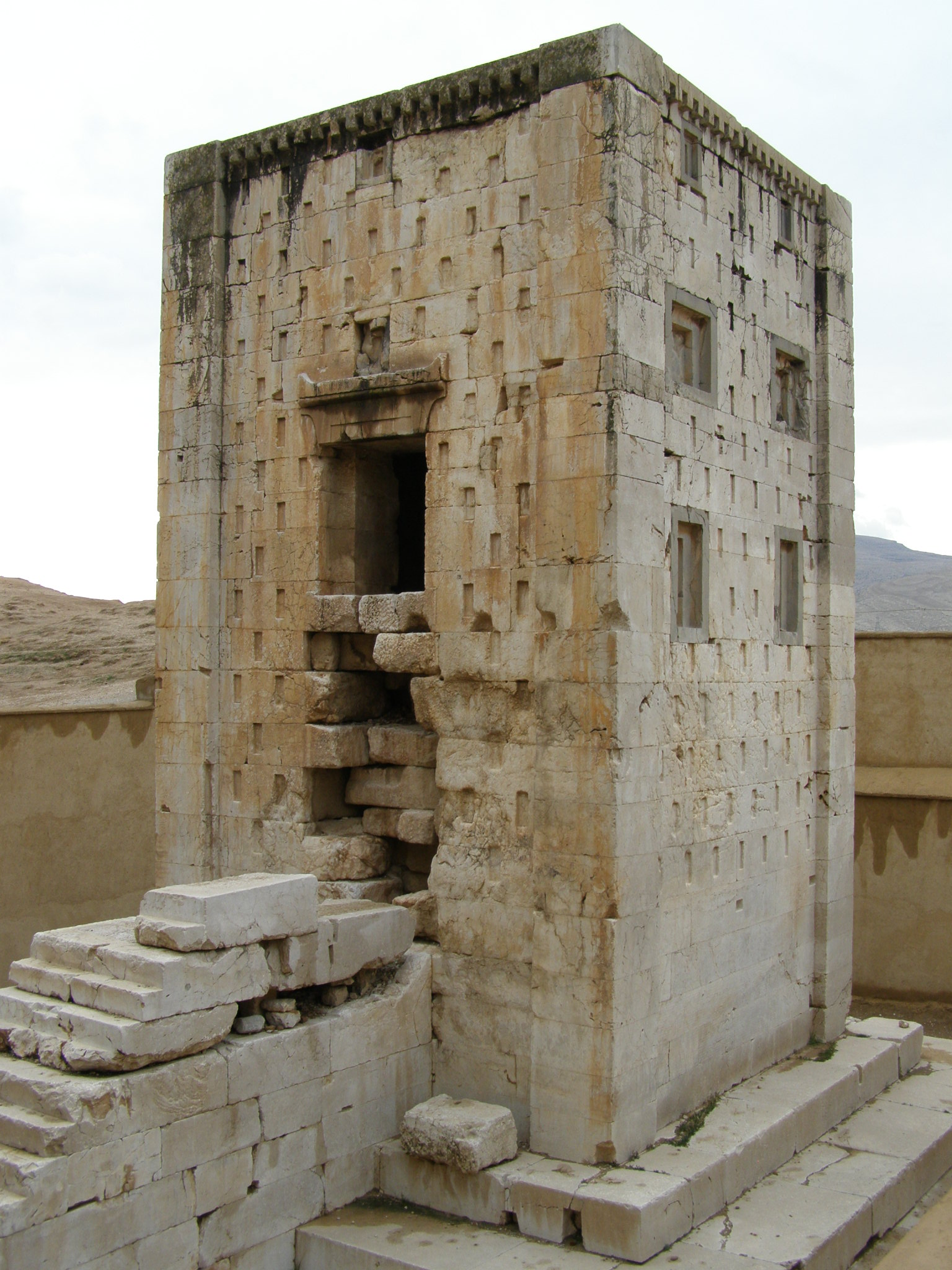
کعبه زرتشت در نقش رجب در مرودشت

برای اطلاع از بناهای تاریخی ثبت شده در فهرست میراث فرهنگی به رده:بناهای تاریخی شهرستان مرودشت مراجعه نمایید.
- بهشت گمشده
- تل باکون
- تخت جمشید
- نقش رجب
- کعبه زرتشت
- نقش رستم
- سیوند
- کوه رحمت
- کوه استخر
- کوه رحمت
- جرمابق
- ابشاردشتک
- سراسیاب سیدان
- چشمه ابوالمهدی
- دریاچه سد دردزن
- زیارتگاه حضرت ایوب نبی(ع)
- تنگه بلاغی
- تیره باغ
- روستای کندازی

## ممسنی

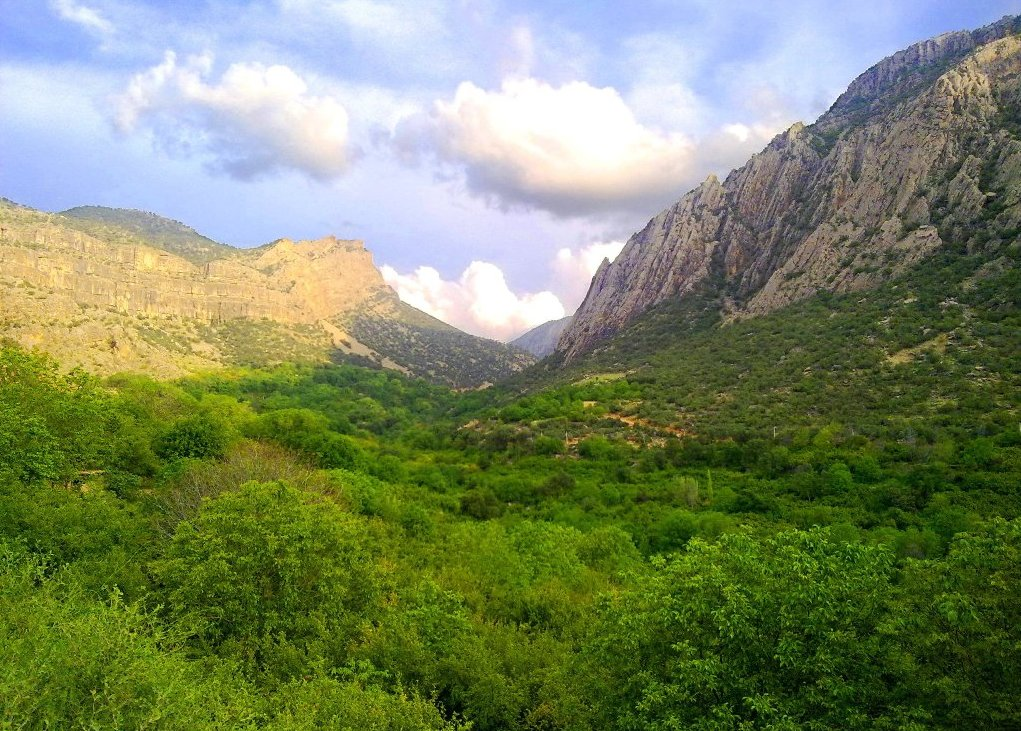
تفرجگاه بوان در نورآباد ممسنی، شمال غربی استان فارس

برای اطلاع از بناهای تاریخی ثبت شده در فهرست میراث فرهنگی به رده:بناهای تاریخی شهرستان ممسنی مراجعه نمایید.
- فهلیان
- کوه سه‌تلان
- منطقه حفاظت‌شده دیمه‌میل
- نقش برجسته کورانگون
- کاخ‌لیدوما

## مهر
برای اطلاع از بناهای تاریخی ثبت شده در فهرست میراث فرهنگی به رده:بناهای تاریخی شهرستان مهر مراجعه نمایید.
- تالاب فصلی وراوی
- تمب بت
- خرابه‌های ده گبر در وراوی
- مسجد جامع اسیر
- حمام تاریخی وراوی
- چاهشرف

## نی‌ریز

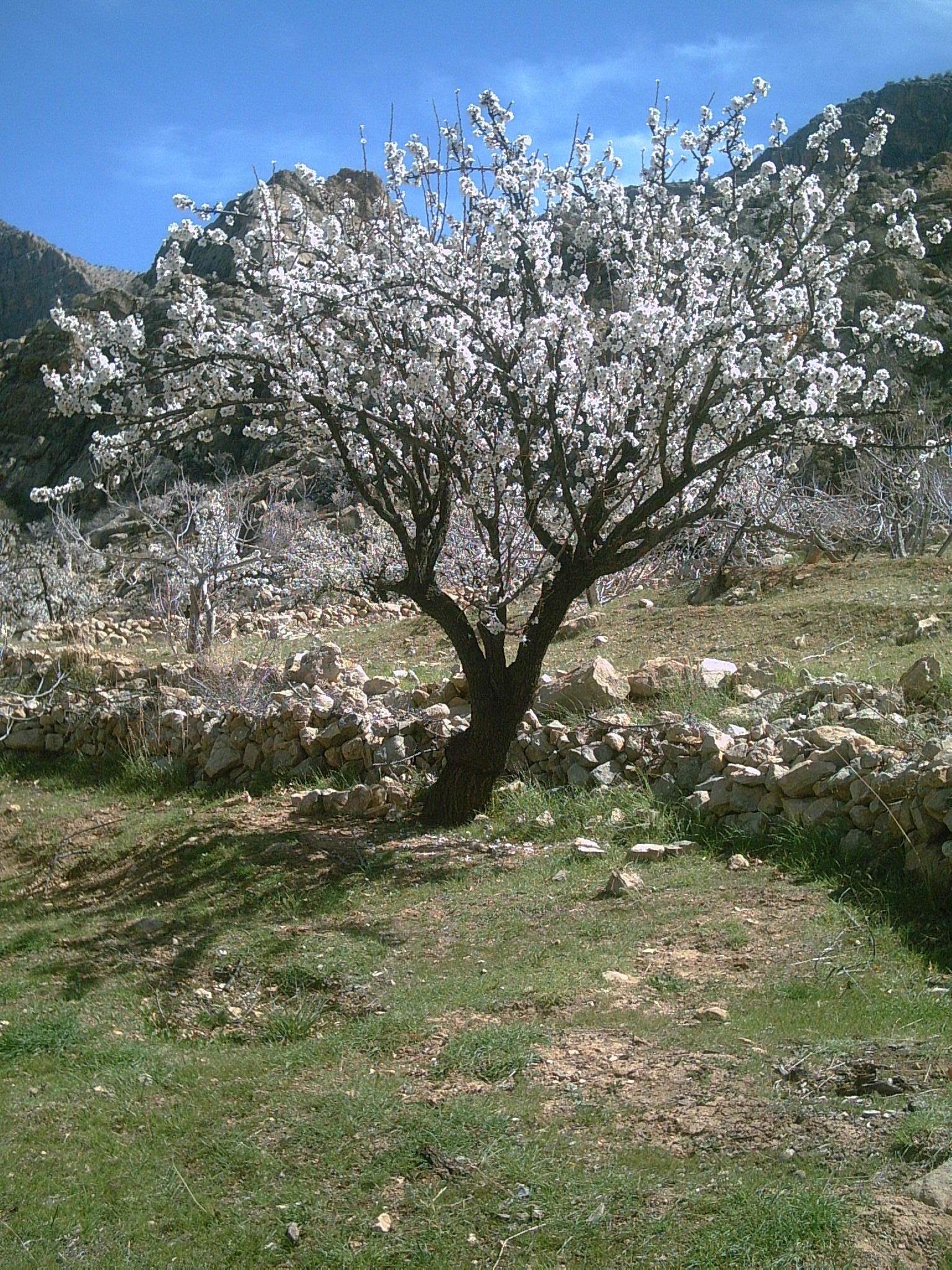
گردشگاه پلنگان نی‌ریز

برای اطلاع از بناهای تاریخی ثبت شده در فهرست میراث فرهنگی به رده:بناهای تاریخی شهرستان نی ریز مراجعه نمایید.
- روستای هرگان
- دریاچه بختگان
- جنگل کرزال
- چاه شور
- پنج مش چراغی
- آبشار تارم
- تل قلعه بدرآباد
- مسجد جامع کبیر نی‌ریز
- منطقه حفاظت شده بهرام گور
- مقبره استاد خوشنویس میرزا احمد نی ریزی
- [[رودخانه پهنابه و تنگ بخون]]
- قلعه SPR

خانه تاریخی فاتح
خانه تاریخی جاوید
خانه تاریخی حیدری
خانه تاریخی شمشیری
دره پلنگان
چشمه بناب آباده طشک
چشمه بناب دهمورد
چشمه اربو
چشمه نجمه دانی
چشمه یاقوتی
جزیره نرگس
جزیره علی یوسط
منطقه نمونه گردشگری بهرام گور
منطقه نمونه گردشگری بختگان